# گری فرانسیس
گری فرانسیس (به انگلیسی: Gerry Francis) بازیکن فوتبال زادهٔ ۶ دسامبر ۱۹۵۱ اهل انگلستان بود که سابقهٔ بازی در تیم ملی فوتبال انگلستان را در کارنامهٔ خود دارد. وی در تاریخ ۳۰ اکتبر ۱۹۷۴ نخستین بازی ملی خود را در مقابل تیم ملی فوتبال چکسلواکی انجام داد و با حضور در ۱۲ بازی ملی، در تاریخ ۱۳ ژوئن ۱۹۷۶ واپسین بازی ملی‌اش را در برابر تیم ملی فوتبال فنلاند برگزار کرد.
این بازیکن توانسته در بازی‌های ملی، ۳ گل به ثمر برساند.